# Mercury, Savoie
Mercury là một xã thuộc tỉnh Savoie trong vùng Rhône-Alpes ở đông nam nước Pháp. Xã này nằm ở khu vực có độ cao từ 359-1800 mét trên mực nước biển.